# دهکده سبز (کوفانگن)
دهکده سبز (به تایلندی: เดอะวิลเลจกรีน) مجموعه‌ای از روستاهای نزدیک به هم در غرب جزیره کوفانگن در تایلند می‌باشد. این مجموعه روستاها از تونگ سالا در جنوب آغاز و به کو مائه در شمال ختم می‌شود. دهکده سبز یک منطقه توریستی در تایلند به شمار می‌آید پر از اقامتگاه‌های ساحلی، استخرهای روباز، رستوران‌ها و میخانه‌ها می‌باشد. 

## روستاها
- کو مائه در شمال‌غربی‌ترین نقطه جزیره
- هاد یائو
- سریت انو
- آو واک تام
- تونگ سالا

## جاذبه‌های توریستی
- کشتی سلطنتی فانگن
- پلاژ آئونائی
- پارک بیداری فانگن
- کانال ساحلی واک تام
- نخل آویزان (یک نخل بزرگ سرکج در دریا است.)
- پلاژ نانتاکارن
- پلاژ سریت انو
- دریاچه سرت انو
- پلاژ زن
- پلاژ هادسان یا پلاژ راز
- پلاژ هادیائو
- پلاژ سالاد